# Tarec Saffiedine
Tarec Robert Saffiedine (6 de septiembre de 1986) es un artista marcial mixto belga que actualmente compite en la categoría de peso wélter en Ultimate Fighting Championship. Saffiedine es el último campeón de peso wélter de Strikeforce.

## Carrera de artes marciales mixtas

### Ultimate Fighting Championship
Saffiedine se esperaba enfrentar al excampeón de peso medio de EliteXC Robbie Lawler el 27 de julio de 2013 en UFC on Fox 8. Sin embargo, Saffiedine fue obligado a salir de la pelea por una lesión y fue reemplazado por Siyar Bahadurzada. Bahadurzada también sufrió una lesión y luego fue reemplazado por Bobby Voelker.
Se esperaba que Saffiedine se enfrentara a Jake Ellenberger el 4 de enero de 2014 en UFC Fight Night 34. Sin embargo a finales de noviembre, Ellenberger se retiró de la pelea citando una lesión en el muslo y fue sustituido por Hyun-gyu Lim. Saffiedine ganó la pelea por decisión unánime.
El 4 de octubre de 2014, Saffiedine se enfrentó a Rory MacDonald en UFC Fight Night 54. Saffiedine perdió la pelea por nocaut técnico en la tercera ronda.
El 30 de enero de 2016, Saffiedine se enfrentó a Jake Ellenberger en UFC on Fox 18. Saffiedine ganó la pelea por decisión unánime.
Saffiedine se enfrentó a Rick Story el 29 de mayo de 2016 en UFC Fight Night 88. Saffiedine perdió la pelea por decisión unánime.

## Campeonatos y logros
- Ultimate Fighting Championship
  - Pelea de la Noche (Una vez)

- Strikeforce
  - Campeón de Peso Wélter (Una vez; último)
  - Peleó en la última pelea de Strikeforce

## Récord en artes marciales mixtas
| Resultado | Récord | Oponente          | Método                        | Evento                                          | Fecha                    | Ronda | Tiempo | Localización              | Notas                                             |
| --------- | ------ | ----------------- | ----------------------------- | ----------------------------------------------- | ------------------------ | ----- | ------ | ------------------------- | ------------------------------------------------- |
| Derrota   | 16–7   | Rafael dos Anjos  | Decisión (unánime)            | UFC Fight Night: Holm vs. Correia               | 17 de junio de 2017      | 3     | 5:00   | Kallang, Singapur         |                                                   |
| Derrota   | 16–6   | Dong Hyun Kim     | Decisión (dividida)           | UFC 207                                         | 30 de diciembre de 2016  | 3     | 5:00   | Las Vegas, Nevada         |                                                   |
| Derrota   | 16–5   | Rick Story        | Decisión (unánime)            | UFC Fight Night: Almeida vs. Garbrandt          | 29 de mayo de 2016       | 3     | 5:00   | Las Vegas, Nevada         |                                                   |
| Victoria  | 16–4   | Jake Ellenberger  | Decisión (unánime)            | UFC on Fox: Johnson vs. Bader                   | 30 de enero de 2016      | 3     | 5:00   | Newark, Nueva Jersey      |                                                   |
| Derrota   | 15–4   | Rory MacDonald    | TKO (golpes)                  | UFC Fight Night: MacDonald vs. Saffiedine       | 4 de octubre de 2014     | 3     | 1:28   | Halifax                   |                                                   |
| Victoria  | 15–3   | Hyun-gyu Lim      | Decisión (unánime)            | UFC Fight Night: Saffiedine vs. Lim             | 4 de enero de 2014       | 5     | 5:00   | Marina Bay                | Pelea de la Noche.                                |
| Victoria  | 14–3   | Nate Marquardt    | Decisión (unánime)            | Strikeforce: Marquardt vs. Saffiedine           | 12 de enero de 2013      | 5     | 5:00   | Oklahoma City, Oklahoma   | Ganó el Campeonato de Peso Wélter de Strikeforce. |
| Victoria  | 13–3   | Roger Bowling     | Decisión (unánime)            | Strikeforce: Rousey vs. Kaufman                 | 18 de agosto de 2012     | 3     | 5:00   | San Diego, California     |                                                   |
| Victoria  | 12–3   | Tyler Stinson     | Decisión (dividida)           | Strikeforce: Rockhold vs. Jardine               | 7 de enero de 2012       | 3     | 5:00   | Las Vegas, Nevada         |                                                   |
| Victoria  | 11–3   | Scott Smith       | Decisión (unánime)            | Strikeforce: Fedor vs. Henderson                | 30 de julio de 2011      | 3     | 5:00   | Hoffman Estates, Illinois |                                                   |
| Derrota   | 10–3   | Tyron Woodley     | Decisión (unánime)            | Strikeforce Challengers: Woodley vs. Saffiedine | 7 de enero de 2011       | 3     | 5:00   | Nashville, Tennessee      |                                                   |
| Victoria  | 10–2   | Brock Larson      | Decisión (unánime)            | Shark Fights 13                                 | 11 de septiembre de 2010 | 3     | 5:00   | Amarillo, Texas           |                                                   |
| Victoria  | 9–2    | Nate Moore        | KO (golpe)                    | Strikeforce Challengers: Lindland vs. Casey     | 21 de mayo de 2010       | 2     | 1:21   | Portland, Oregón          |                                                   |
| Victoria  | 8–2    | James Terry       | Decisión (unánime)            | Strikeforce Challengers: Kaufman vs. Hashi      | 26 de febrero de 2010    | 3     | 5:00   | San José, California      |                                                   |
| Derrota   | 7–2    | Yoon Dong-sik     | Decisión (dividida)           | DREAM 12                                        | 25 de octubre de 2009    | 3     | 5:00   | Osaka                     | Pelea de peso medio.                              |
| Victoria  | 7–1    | Seichi Ikemoto    | Decisión (unánime)            | DREAM 10                                        | 20 de julio de 2009      | 2     | 5:00   | Saitama                   |                                                   |
| Victoria  | 6–1    | Mike Arellano     | Sumisión (keylock)            | War Gods 5                                      | 30 de mayo de 2009       | 1     | 2:44   | Alpine, California        |                                                   |
| Victoria  | 5–1    | Scott Rose        | Sumisión (arm-triangle choke) | Long Beach Fight Night 4                        | 4 de abril de 2009       | 1     | 0:58   | Long Beach, California    |                                                   |
| Victoria  | 4–1    | Rich Bondoc       | Sumisión (armbar)             | Ultimate Cage Wars 12                           | 27 de junio de 2008      | 1     | 2:18   | Winnipeg                  |                                                   |
| Victoria  | 3–1    | Raymond Jarman    | Decisión (unánime)            | Shooto Belgium: Encounter the Braves            | 15 de diciembre de 2007  | 3     | 5:00   | Charleroi                 |                                                   |
| Victoria  | 2–1    | Sebastian Grandin | Sumisión (armbar)             | Xtreme Gladiators 3                             | 9 de junio de 2007       | 1     | 2:38   | París                     |                                                   |
| Derrota   | 1–1    | Kamil Uygun       | Decisión (unánime)            | Night of the Gladiators                         | 21 de abril de 2007      | 2     | 5:00   | Brakel                    |                                                   |
| Victoria  | 1–0    | Guillaume Janvier | Sumisión (kimura)             | Shooto Belgium: Consecration                    | 31 de marzo de 2007      | 1     | 1:15   | Charleroi                 |                                                   |